# Recurso extraordinario de revisión
El recurso extraordinario de revisión es un medio extraordinario de impugnación, en vía administrativa previsto en el Derecho administrativo de España, contra actos administrativos firmes, que se interpone ante el mismo órgano que los dictó en determinados casos. Se encuentra regulado en los artículos 113, 125 y 126 de la Ley 39/2015, de 1 de octubre, del Procedimiento Administrativo Común de las Administraciones Públicas.

## Circunstancias que pueden dar lugar al recurso
El recurso extraordinario de revisión se podrá interponer cuando concurra alguna de las circunstancias siguientes:
- Que al dictarlos se hubiera incurrido en error de hecho, que resulte de los propios documentos incorporados al expediente.
- Que aparezcan documentos de valor esencial para la resolución del asunto que, aunque sean posteriores, evidencien el error de la resolución recurrida.
- Que en la resolución hayan influido esencialmente documentos o testimonios declarados falsos por sentencia judicial firme, anterior o posterior a aquella resolución.
- Que la resolución se hubiese dictado como consecuencia de prevaricación, cohecho, violencia, maquinación fraudulenta u otra conducta punible y se haya declarado así en virtud de sentencia judicial firme.

Mediante este recurso no puede alegarse los motivos de ilegalidad del acto que hubieran podido deducirse en su día mediante la interposición de los recursos ordinarios, pues ello atentaría contra la firmeza de los actos administrativos (Sentencia del Tribunal Supremo de 26/4/2004) pero la interposición si es compatible con los recursos contencioso administrativos que estuvieran activos contra el mismo acto administrativo.

## Plazo
De acuerdo con el artículo 125 de la LPAC, el recurso se interpondrá, cuando se trate de la causa primera del apartado anterior, dentro del plazo de cuatro años siguientes a la fecha de la notificación de la resolución impugnada. En los demás casos, el plazo será de tres meses a contar desde el conocimiento de los documentos o desde que la sentencia judicial quedó firme.

## Resolución
De acuerdo con el artículo 126 de la LPAC, el órgano competente para la resolución del recurso podrá acordar motivadamente la inadmisión a trámite, sin necesidad de recabar dictamen del Consejo de Estado u órgano consultivo de la Comunidad Autónoma, cuando el mismo no se funde en alguna de las causas legalmente previstas para interponer el recurso.
El órgano al que corresponde conocer del recurso extraordinario de revisión debe pronunciarse no sólo sobre la procedencia del recurso, sino también, en su caso, sobre el fondo de la cuestión resuelta por el acto recurrido. Transcurrido el plazo de tres meses desde la interposición del recurso extraordinario de revisión sin haberse dictado y notificado la resolución, se entenderá desestimado, quedando expedita la vía jurisdiccional contencioso-administrativa.